# Hoopers letzte Jagd
Hoopers letzte Jagd ist ein deutscher Fernsehzweiteiler, der erstmals am Neujahrstag 1972 und am 2. Januar im Programm der ARD ausgestrahlt wurde. Die Produktion lag in den Händen von Dieter Meichsner.

## Inhalt

### Teil 1
Die Dienstzeit von Chief-Superintendent James Hooper neigt sich dem Ende entgegen. Dennoch ist er immer noch besessen davon, Michael Richardson, den Kopf der legendären Postzugräuberbande hinter Gitter zu bringen. Doch all seine Bemühungen sind bislang im Sande verlaufen, ein Grund mehr für seinen Vorgesetzten, Hoopers Antrag auf Verlängerung der Dienstzeit abschlägig zu bescheiden. Eine neue Spur führt ihn nun nach Mexiko-Stadt, wo Richardson in einem Hotel abgestiegen sein soll. Doch nicht nur Hooper, auch der Galerist Williams, ein ehemaliger Komplize Richardsons, hat sich mittlerweile an dessen Fersen geheftet, da dieser Williams noch eine größere Geldsumme schuldig ist. In Mexiko wird Higgins, ein Mitarbeiter Hoopers, von Williams außer Gefecht gesetzt und seiner Papiere beraubt, so dass er kurzzeitig verhaftet und später über die Grenze nach Texas abgeschoben wird.
Richardsons Frau Jenny ist mit dem gemeinsamen Sohn Tommy inzwischen nach London zu ihrer Schwester Judy White und deren Mann Alex gefahren, deren Haus von der Polizei überwacht wird. Ein Gespräch mit Jenny bringt Hooper nicht weiter, doch ahnt er, dass Richardson plant, seine Familie nach Mexiko nachzuholen. So werden Jenny und Tommy bei einer nächtlichen Fahrt nach London von Hoopers Leuten verfolgt, doch stellt sich heraus, dass es sich bei den Insassen des Fahrzeugs um Judy und ihren Sohn Ted handelt. Jenny ist es derweil gelungen, mit Tommy nach Irland zu gelangen, von wo aus beide unbehelligt nach Mexiko weiterfliegen.
Währenddessen hat Williams Richardson ausfindig machen können und fordert sein Geld. Richardson geht zunächst scheinbar auf die Forderung ein, verlässt aber unbemerkt das Hotel mit unbekanntem Ziel. Jenny, die inzwischen in Mexiko angekommen ist, erfährt in einem Telefonat mit ihrem Mann dessen neuen Aufenthaltsort. Williams, der dieses Gespräch belauschen konnte, begibt sich sofort in das genannte Hotel, wo er Richardson aufspürt, von diesem aber unschädlich gemacht werden kann. Dennoch kann Williams in Erfahrung bringen, dass Richardson Kontakt zu einem Schönheitschirurgen in Hamburg aufgenommen hat. Williams reist ebenfalls in die Elbestadt und nimmt als angeblicher Patient Kontakt zur Klinik auf. Auch Hooper ist auf diese Spur gestoßen und schickt seinen Mitarbeiter Robbins nach Hamburg.

### Teil 2
Durch die Observation Williams' gelangt auch Robbins in die Schönheitsklinik, kann jedoch nicht verhindern, dass Richardson erneut die Flucht gelingt. Die Verhaftung Williams’ ist da nur ein unmaßgeblicher Teilerfolg. Ausgestattet mit einem australischen Pass, kann der Posträuber sich nach Irland absetzen, wo seine Frau und sein Sohn bereits auf ihn warten. Hier plant er nun, sesshaft zu werden und ein Haus zu kaufen. Aus diesem Grund fädelt er mit seiner mexikanischen Bank entsprechende finanzielle Transaktionen ein. Durch die Beobachtungen eines Postbeamten kommt Hooper wieder auf Richardsons Spur, doch muss er bei seiner Ankunft in Irland feststellen, dass die Familie erneut nach Mexiko-Stadt geflohen ist und unter dem Namen „Ferguson“ in einem Hotel Quartier genommen hat. Zufällig befindet sich unter den dortigen Gästen ein wirklicher Ferguson, wodurch es Hooper gelingt, ein weiteres Mal Richardsons Fährte aufzunehmen. Doch seine Reise nach Mexiko ist auch diesmal nicht von Erfolg gekrönt. So muss er schließlich seinem Nachfolger im Amt, Chief-Superintendent Craig, Platz machen, lässt es sich aber nicht nehmen, im Ruhestand auf eigene Faust seine Nachforschungen fortzusetzen.
Als „John Morris“ hat sich Richardson mit Frau und Kind mittlerweile im englischen Brighton niedergelassen. Als er drei Diamanten zu Geld machen will, kommt er mit dem Kleinganoven Chico in Kontakt, der daraufhin das große Geschäft wittert und nach Richardsons Wohnsitz zu forschen beginnt. Hooper wiederum hat durch einen Informanten von Chicos Aktivitäten erfahren und kann durch einen Zeitungsartikel, in dem über Tommy als Lebensretter eines Hundes berichtet wird, die Adresse Richardsons ermitteln. Doch Hoopers Freude, dem überraschten Gangster in dessen eigenem Haus unerwartet gegenüber zu stehen, währt nur kurz. Richardson kann den Ex-Polizisten überwältigen und schleppt ihn bewusstlos in den Keller, nichtahnend, dass inzwischen Chico den kleinen Tommy in seine Gewalt gebracht hat. Doch auch die Polizei ist bereits vor Ort, denn Robbins hatte ebenfalls den besagten Zeitungsartikel gelesen und daraus die richtigen Schlüsse gezogen. Richardson und Chico werden verhaftet und Hooper kann nun endlich seinen Ruhestand genießen, während der großspurige Craig den Erfolg der Verhaftung Richardsons für sich reklamiert.

## Hintergrund
Nach dem großen Erfolg des Dreiteilers Die Gentlemen bitten zur Kasse produzierte die ARD mit Hoopers letzte Jagd einen zweiteiligen Ableger des damaligen Straßenfegers. Allerdings hatte die Produktion im Vorfeld mit erheblichen Problemen zu kämpfen. Erneut hatte Henry Kolarz das Drehbuch geschrieben, musste aber erleben, dass der NDR sich gezwungen sah, seine Fassung aus rechtlichen Gründen über weite Strecken bis zur Unkenntlichkeit abzuändern. Hauptgrund hierfür war die Ankündigung Bruce Reynolds’ nach seiner Verhaftung am 8. November 1968, rechtliche Schritte gegen den Sender einzuleiten, sollten weitere Verfilmungen auf der Grundlage des Postzugraubes von 1963 entstehen. So mussten nicht nur sämtliche Namen im Drehbuch geändert werden, auch die Handlung entsprang nun komplett der Fantasie der neuen Autoren Claus Peter Witt und Rüdiger Humpert, worauf hin wiederum Kolarz seinen Namen zurückzog. Den wahren Begebenheiten entspricht in dem Zweiteiler lediglich die Flucht Richardsons bzw. Reynolds' nach Mexiko.

## Sonstiges
Die ARD eröffnete mit dem ersten Teil sein Abendprogramm des Jahres 1972, die Ausstrahlung des zweiten Teils erfolgte am darauffolgenden Tag. Beide Folgen waren unterschiedlich lang. Während es der erste Teil auf lediglich 70 Minuten brachte, hatte Teil 2 eine Länge von 95 Minuten.
Ursprünglich sollte erneut Siegfried Lowitz für die Rolle des Inspektors McLeod verpflichtet werden, was aber an dessen zu hohen Gagenansprüchen scheiterte. So musste auch dieser Rollenname geändert werden. Horst Tappert dagegen übernahm den Part des Michael Richardson, ohne vorher das Drehbuch gelesen zu haben, konnte sich allerdings im Verlauf der Dreharbeiten mit diversen Änderungsvorschlägen gegenüber Regisseur Witt nicht durchsetzen.
Drehorte des Films waren Blackpool, Brighton, London und Oxford. Der Zuschauerzuspruch war mit einer Einschaltquote von 56 % zwar nicht so hoch wie bei den Gentlemen, aber trotzdem für die Programmverantwortlichen zufriedenstellend. Dennoch bemängelt die Krimihomepage wörtlich: 

„Eine völlig überflüssige, ja dämliche Fortsetzung des genialen Gentleman-Dreiteilers von 1966. Einzig und allein die Darsteller sind sympathisch, allerdings ist Max Mairich eine Fehlbesetzung. Noch dazu sind viele Figuren überflüssig. Ständig gibt es irgendwelche Verfolgungsjagden, die Geschichte von Henry Kolarz ist in Grundzügen noch vorhanden, aber der große Zusammenhang fehlt. Die hervorragenden Darsteller vergeuden ihr Talent!“

Gemeinsam mit Die Gentlemen bitten zur Kasse ist Hoopers letzte Jagd im Rahmen der Straßenfeger-Edition der ARD auf DVD erschienen.